# Роберт де Мобрей
Роберт де Мобрей (или Роберт де Моубрей; англ. Robert de Mowbray) — последний англо-нормандский граф Нортумбрии в 1086—1095 годах и активный участник восстаний против короля Вильгельма II.

## Биография

### Граф Нортумбрии
Роберт приходился племянником епископу Кутанса Жоффруа, одному из ближайших соратников Вильгельма I Завоевателя. В 1086 году Роберт был назначен графом Нортумбрии, территория которой включала всю Северную Англию, но была сильно опустошена во время кампаний нормандцев по покорению севера. С 1080 года пост графа Нортумбрии был фактически вакантным после отказа Обри де Куси от этого титула.
Роберт играл значительную роль в политической борьбе в Англии после смерти Вильгельма Завоевателя. Он присоединился к восстанию в 1088 году против короля Вильгельма II, поддержав претензии на английский престол его старшего брата Роберта Куртгёза. Восстание завершилось провалом: войскам Куртгёза не удалось высадиться в Англии, а отряды мятежных баронов были разбиты королём. Роберт де Мобрей был осуждён на пожизненное заключение. Однако вскоре Роберту удалось примириться с Вильгельмом II и вернуть свои титулы и земли. Более того, после смерти в 1093 году епископа Кутанса Жоффруа Роберт унаследовал обширные владения последнего, расположенные в двенадцати английских графствах.

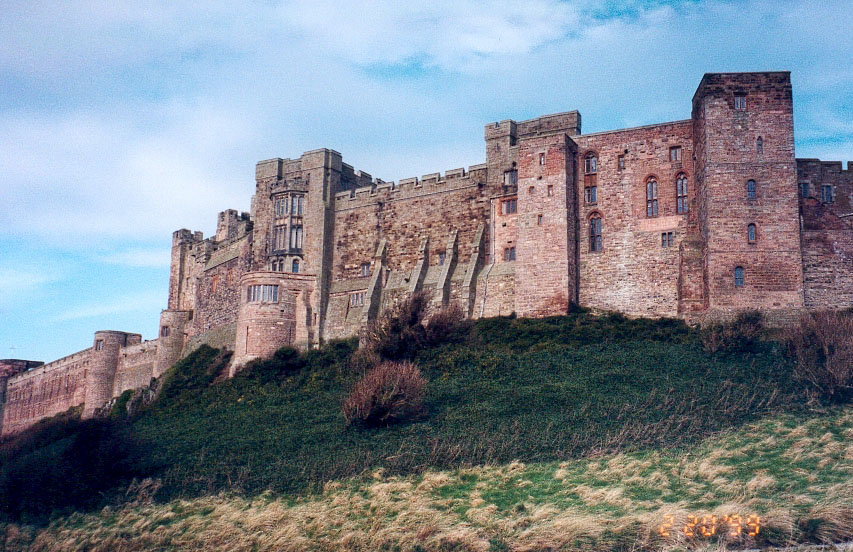
Замок Бамборо, выстроенный по приказу Роберта де Мобрея

Роберт де Мобрей предпринимал значительные усилия для укрепления своего северного графства и обеспечения безопасности границы с Шотландией. Именно он выстроил каменный замок Бамборо, который стал служить главной оборонительной базой англичан в северной Нортумбрии. Когда в том же году в Нортумбрию вторглась армия шотландского короля Малькольма III, жестоко разорившая северо-восточные земли, Роберт де Мобрей смог перегрупировать свои силы и атаковать шотландцев у Алника. 13 ноября 1093 года Малькольм III был убит одним из людей Роберта де Мобрея и на северной границе Англии на долгое время воцарился мир.

### Восстание 1095 года
Усиление могущества Роберта привело к новому конфликту с королём Вильгельмом II. В 1095 году Роберт де Мобрей захватил несколько норвежских кораблей. По жалобе норвежских купцов король вызвал его на суд Большого королевского совета по обвинению в беззаконии. Граф отказался предстать перед судом, а вместо этого поднял восстание, к которому присоединились многие бароны Северной и Западной Англии (Гилберт де Клер, Вильгельм II д’Э и другие). Маловероятно, что причиной мятежа был захват кораблей. По всей видимости, выступление было связано с недовольством деспотичными методами правления короля Вильгельма II. Участники мятежа поддерживали связь с баронами Нормандии и, возможно, с самим герцогом Робертом Куртгёзом. Они выдвинули идею передачи английского престола сыну сестры Вильгельма I Завоевателя Аделаиды Стефану Омальскому.
Восстание было серьёзным испытанием для страны. Король был вынужден оставить расположение своих войск в Нормандии и срочно вернуться в Англию. Была набрана новая королевская армия, которая двинулась на север. Замок Тайнмаут был осаждён и пал после двухмесячной осады. Бамборо, укреплённый Робертом де Мобреем, держался ещё дольше. Самого Роберта обманом выманили из замка и захватили в плен. После этого оборону Бамборо возглавила жена графа Матильда де Лэгль (умерла после октября 1155 года; дочь Ричарда де Л’Эгла и Юдит д’Авранш). Лишь угроза ослепить мужа заставила Матильду принять условия капитуляции. Падение Бамборо стало концом восстания 1095 года. Король Вильгельм II крайне жестоко расправился с его участниками: Роберт был лишён всех своих владений и титулов и осуждён на длительное тюремное заключение, после которого он был пострижен в монахи, Вильгельм д’Э был ослеплён и оскоплён, другие мятежники казнены или приговорены к крупным штрафам.
После смещения Роберта де Мобрея с поста графа Нортумбрии, это древнее англосаксонское графство было упразднено, а его территория разделена между более мелкими административными образованиями: Нортумберленд, Йоркшир, Уэстморленд, Камберленд. Новые графы Нортумберленда появились лишь в XIV веке.